# Paul MacDonald
Christopher Paul MacDonald (Auckland, 8 de enero de 1960) es un deportista neozelandés que compitió en piragüismo en la modalidad de aguas tranquilas.
Participó en tres Juegos Olímpicos de Verano entre los años 1984 y 1992, obteniendo un total de cinco medallas: tres de oro, una de plata y una de bronce. Ganó seis medallas en el Campeonato Mundial de Piragüismo entre los años 1982 y 1990.

## Palmarés internacional
| Juegos Olímpicos   | Juegos Olímpicos             | Juegos Olímpicos  | Juegos Olímpicos |
| Año                | Lugar                        | Medalla           | Evento           |
| ------------------ | ---------------------------- | ----------------- | ---------------- |
| 1984               | Los Ángeles (Estados Unidos) | Medalla de oro    | K2 500 m         |
| 1984               | Los Ángeles (Estados Unidos) | Medalla de oro    | K4 1000 m        |
| 1988               | Seúl (Corea del Sur)         | Medalla de bronce | K1 500 m         |
| 1988               | Seúl (Corea del Sur)         | Medalla de oro    | K2 500 m         |
| 1988               | Seúl (Corea del Sur)         | Medalla de plata  | K2 1000 m        |
| Campeonato Mundial |                              |                   |                  |
| Año                | Lugar                        | Medalla           | Evento           |
| 1982               | Belgrado (Yugoslavia)        | Medalla de plata  | K2 500 m         |
| 1985               | Malinas (Bélgica)            | Medalla de oro    | K2 500 m         |
| 1987               | Duisburgo (RFA)              | Medalla de oro    | K1 500 m         |
| 1987               | Duisburgo (RFA)              | Medalla de plata  | K2 500 m         |
| 1987               | Duisburgo (RFA)              | Medalla de oro    | K2 1000 m        |
| 1990               | Poznań (Polonia)             | Medalla de plata  | K2 10 000 m      |